# ایندیو (کالیفرنیا)
ایندیو (به انگلیسی: Indio) شهری در شهرستان ریورساید، کالیفرنیا ایالت کالیفرنیا است که در سرشماری سال ۲۰۱۰ میلادی، ۷۶۰۳۶ نفر جمعیت داشته است.